# Горсшу-Бенд (Айдахо)
Горсшу-Бенд (англ. Horseshoe Bend) — найбільше місто в сільськогосподарському окрузі Бойсі, штат Айдахо, США. Згідно з переписом 2010 року населення становило 707 осіб, що на 63 особи менше, ніж 2000 року
Є частиною агломерації Бойсі. Місто назване на честь повороту річки Пеєтт і буквально перекладається з англійської як «підковоподібний вигин».

## Географія
Горсшу-Бенд розташований за координатами 43°54′49″ пн. ш. 116°12′2″ зх. д. / 43.91361° пн. ш. 116.20056° зх. д. (43.913574, -116.200681).  За даними Бюро перепису населення США в 2010 році місто мало площу 2,81 км², з яких 2,79 км² — суходіл та 0,02 км² — водойми.

## Демографія

### Перепис 2010 року
Згідно з переписом 2010 року, у місті проживало 707 осіб у 284 домогосподарствах у складі 195 родин. Густота населення становила 252,7 особи/км². Було 330 помешкань, середня густота яких становила 118,0/км². Расовий склад міста: 93,6 % білих, 0,6 % індіанців, 0,3 % азіатів, 4,0 % інших рас, а також 1,6 % людей, які зараховують себе до двох або більше рас. Іспанці та латиноамериканці незалежно від раси становили 7,2 % населення.
Із 284 домогосподарств 30,6 % мали дітей віком до 18 років, які жили з батьками; 51,1 % були подружжями, які жили разом; 12,7 % мали господиню без чоловіка; 4,9 % мали господаря без дружини і 31,3 % не були родинами. 26,4 % домогосподарств складалися з однієї особи, у тому числі 9,1 % віком 65 і більше років. У середньому на домогосподарство припадало 2,49 мешканця, а середній розмір родини становив 2,97 особи.
Середній вік жителів міста становив 40 років. Із них 24,3 % були віком до 18 років; 8,8 % — від 18 до 24; 22,5 % від 25 до 44; 29,1 % від 45 до 64 і 15,4 % — 65 років або старші. Статевий склад населення: 49,2 % — чоловіки і 50,8 % — жінки.
Середній дохід на одне домашнє господарство  становив 43 081 долар США (медіана — 31 688), а середній дохід на одну сім'ю — 53 690 доларів (медіана — 50 417). За межею бідності перебувало 15,4 % осіб, у тому числі 11,4 % дітей у віці до 18 років та 22,0 % осіб у віці 65 років та старших.
Цивільне працевлаштоване населення становило 290 осіб. Основні галузі зайнятості: виробництво — 19,0 %, освіта, охорона здоров'я та соціальна допомога — 15,9 %, сільське господарство, лісництво, риболовля — 12,1 %, транспорт — 10,0 %.

### Перепис 2000 року
Згідно з переписом 2000 року, у місті проживало 770 осіб у 261 домогосподарствах у складі 192 родин. Густота населення становила 479,5 особи/км². Було 290 помешкань, середня густота яких становила 180,6/км². Расовий склад міста: 92,34 % білих, 0,78 % індіанців, 0,13 % азіатів, 4,29 % інших рас і 2,47 % людей, які зараховують себе до двох або більше рас. Іспанці та латиноамериканці незалежно від раси становили 8,96 % населення.
Із 261 домогосподарств 41,0 % мали дітей віком до 18 років, які жили з батьками; 55,6 % були подружжями, які жили разом; 10,7 % мали господиню без чоловіка, і 26,4 % не були родинами. 21,8 % домогосподарств складалися з однієї особи, у тому числі 10,3 % віком 65 і більше років. У середньому на домогосподарство припадало 2,79 мешканця, а середній розмір родини становив 3,23 особи.
Віковий склад населення: 31,6 % віком до 18 років, 8,2 % від 18 до 24, 28,6 % від 25 до 44, 20,8 % від 45 до 64 і 10,9 % років і старші. Середній вік жителів — 32 роки. Статевий склад населення: 52,2 % — чоловіки і 47,8 % — жінки.
Середній дохід домогосподарств у місті становив US$32 125, родин — $35 882. Середній дохід чоловіків становив $29 583 проти $24 063 у жінок. Дохід на душу населення в місті був $12 486. Приблизно 11,2 % родин і 19,5 % населення перебували за межею бідності, включаючи 21,5 % віком до 18 років і 13,3 % від 65 і старших.